# 不丹交通
大约8,000公里的道路和四个机场承担了不丹的交通，其中的三个机场正在运营并相互有航班连接，帕罗机场是唯一的国际机场。作为不丹基础设施现代化计划的一部分，其道路系统自20世纪60年代以来一直在发展建设。境内没有铁路（虽然有一条在规划），而且不丹是一个没有可航行水道的内陆国家，因此没有港口。

## 道路

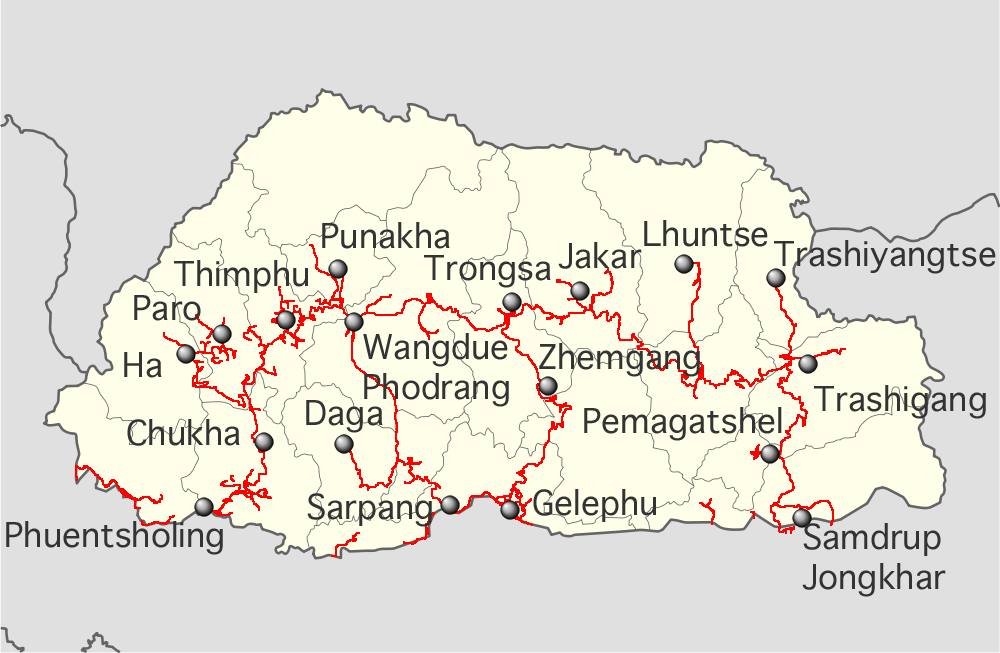
不丹公路图

2003年，不丹道路长度共计8,050公里，其中4,991公里已经铺设过路面，3,059公里尚未铺设。由于缺乏已铺设的道路，直到1961年，不丹的旅行经常选取的交通是徒步或骑骡子骑马，因此从印度边境到廷布的205公里的行程要花费六天时间。在第一个发展计划（1961-66）期间，道路建设正式开始，第一条175公里长有铺设的道路于1962年完工，机动车从边境到廷布的行程减少到了六个小时，另一条可供吉普车行驶的道路将廷布、彭措林与西孟加拉邦、贾伊加奥恩连接起来。后来印度为了加强对中国的防备，派遣了约有30,000名印度和尼泊尔劳工入境不丹以建立印度援助的道路，同时不丹也为建筑工作提供了劳动力，又建设了一条连接塔什岗和中印争议的阿鲁纳恰尔邦达旺的道路 。

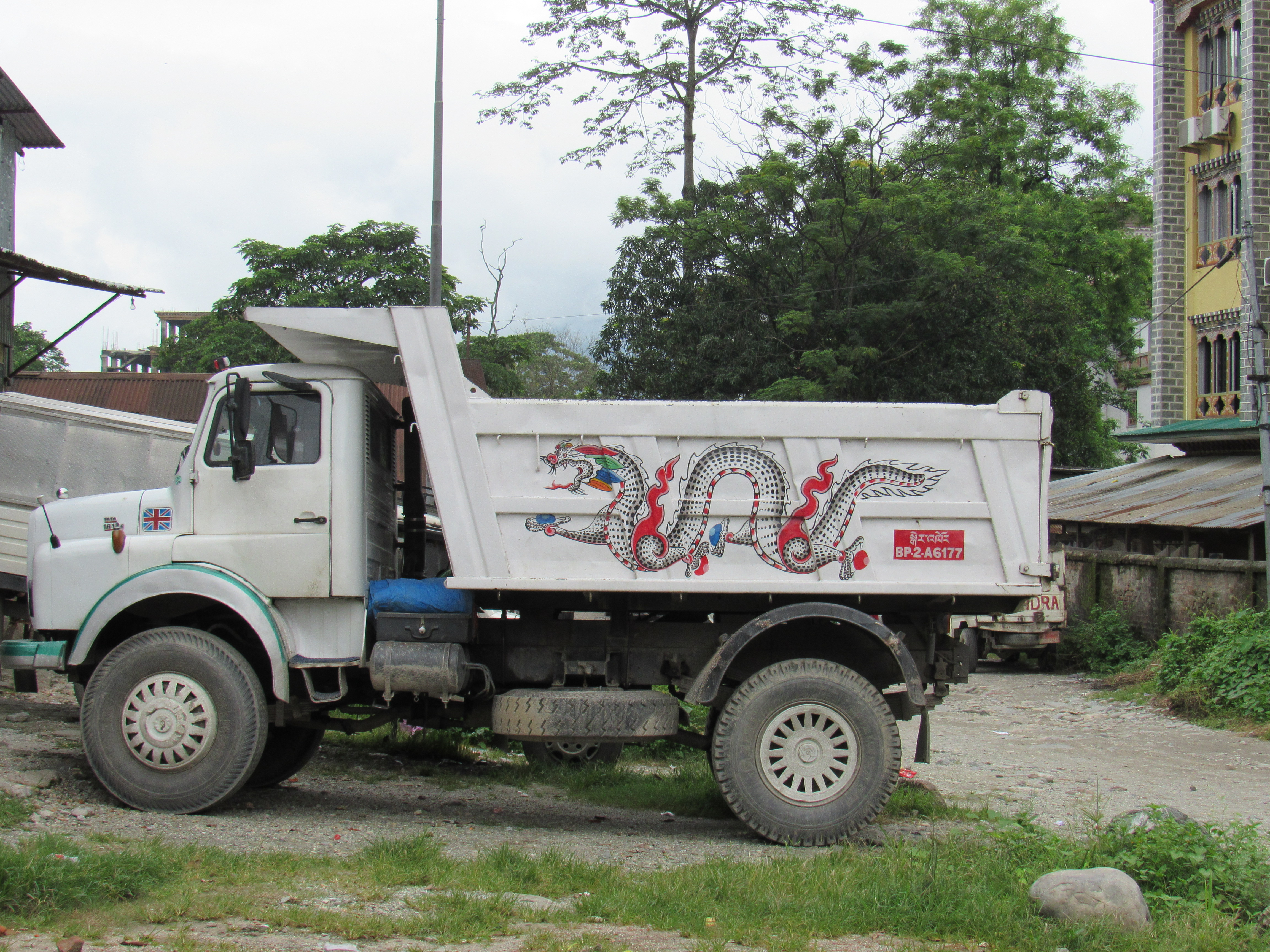
不丹的卡车

到20世纪70年代中期，大约有1,500公里的道路建成，主要都是人工建成。到了1989年，2,280公里的公路网已形成，其中至少有1,761公里的道路已经铺设沥青 、1,393公里被列为国道。虽然连接南部主要城镇的铺设道路比较完备，但在山区中，从一个山谷到另一个山谷的行程甚至都变得困难，很多道路都处在河谷中。不丹公共工程部与印度边境道路组织合作，计划建造和升级1,000公里的道路，以作为第六个发展计划（1987-92）的一部分，到1992年，不丹的公路网贯穿了五个主要河谷。铺设道路还不是发展重点，作为第五个发展计划的一部分，不丹还需要大约2500公里的可供骡子行走的道路，来连接该国的4,500个定居点。
该国的主要道路是一条于1962年开始建设的东西走向的公路，当地称为横向道路 ，道路始于西南边境的彭措林，终于东边的塔希冈 ，连接起来很多主要城市如帕罗、延布和普那卡。2.5米宽的横向道路虽然是主干道，但还是只能容纳双向两车道，因为通过喜马拉雅山南麓横向切开一条宽道的成本是令人望而却步的，安全屏障、道路标记和标牌都很少，为了保证安全，车速缓慢，通常约为15公里/小时。虽然如此，但道路交通事故仍然频繁，由于地形陡峭，事故通常很可怕。帕罗机场和廷布之间的大部分路线已经扩建为双车道道路。
这条道路通过了很多高海拔的地点，像是特里莫拉（Tremo La）和都楚拉（Do Chu La），整条路上的最高的地点是查查（Chapcha），第二高的地点是位于不丹中部的特鲁姆辛拉（Trumshing La），其海拔超过3,800米。

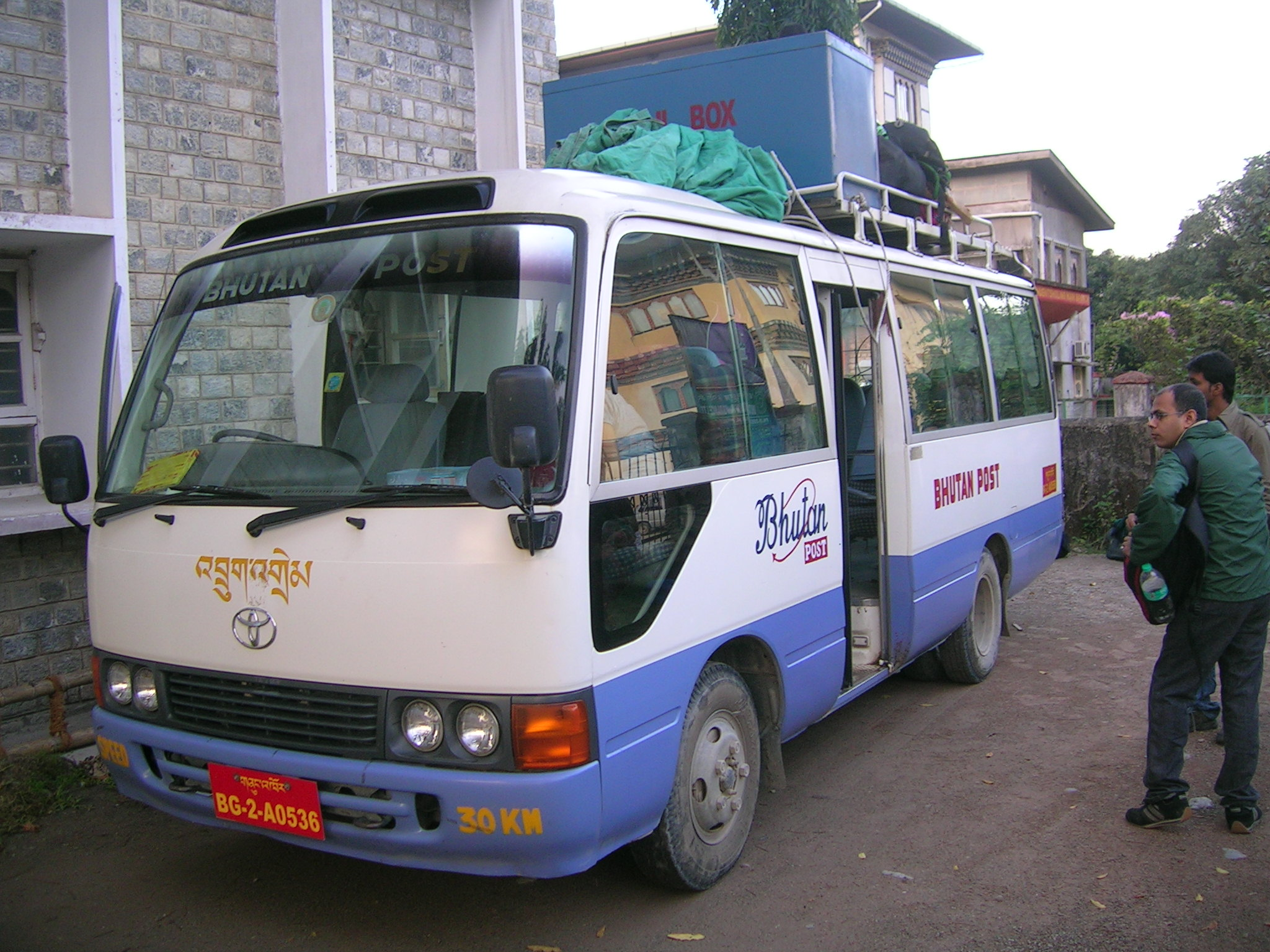
在廷布和彭措林之间运行的载客邮车

## 规划中的铁路
不丹目前没有铁路。但在2005年1月25日，不丹国王和印度总理同意开始进行铁路进行可行性研究。可能建设的路线是哈西马特（Hasimara）-彭措林，支线铁路包括帕萨卡（Pasaka）（18公里）、科克拉贾（Kokrajhar）-格鲁乌（Gelephu）（70公里）、帕特萨拉（Pathsala）-纳格拉姆（Naglam）（40公里）、兰拉（Rangla）-达勒塔（Darranga）-桑德鲁普琼卡尔（Samdrupjongkar）（60公里）和班纳哈特（Banarhat）-萨姆斯（Samtse）。
在2009年12月，不丹国王最终批准了一个计划：建立一条8公里长1676毫米的宽轨铁路，连接印度西孟加拉邦的哈希马拉（Hashimara）和不丹的托里巴里（Toribari）。这条铁路经过了萨塔利巴纳（Satali Bharna）、巴里和达尔辛帕拉（Dalsingpara），印度是这条铁路的建设者和拥有者。